# Das Frühstück im Grünen (Film)
Das Frühstück im Grünen ist eine französische Liebeskomödie von Jean Renoir aus dem Jahr 1959. Sie ist benannt nach dem gleichnamigen Gemälde von Édouard Manet (frz. Le Déjeuner sur l’herbe).

## Handlung
Etienne, dargestellt von Paul Meurisse, ist ein Wissenschaftler, der die Idee der Veredelung der Menschen durch künstliche Befruchtung vorantreiben will. Zusammen mit seiner nervigen Entourage veranstaltet er ein Picknick im Grünen. Er trifft das Mädchen vom Lande Nenette, dargestellt von Catherine Rouvel, die zunächst als Probandin zur Verfügung steht, weil sie es gerade mit den Männern nicht so hat. Der Reiz der Landschaft und der natürliche Charme des Bauernmädchens lassen Etienne sein Vorhaben vergessen und zur natürlichen Methode zurückfinden.

## Kritik
„Bukolische Farce des damals 65jährigen Jean Renoir; eine Hymne an die Kraft der Sinnlichkeit, zugleich eine Satire auf weltfremden Intellektualismus und die Auswüchse des zivilisatorischen Fortschritts. Stilistisch beschwört der Film die impressionistischen Naturbilder von Auguste Renoir, während die Dramaturgie offen bleibt für die Atmosphäre der Schauplätze und den Charme der Darsteller.“

„Das etwas weit hergebrachte Thema stellt der in schönen Farben gedrehte Film selbst ad absurdum, indem er vitale Lebensfreude gegen blasses Formeldenken ausspielt. Das Lob, ein verspieltes Meisterwerk von bukolischer Heiterkeit zu sein, bleibt angesichts der frivolen Grundhaltung fragwürdig.“